# Очаровательная миссис Фрэнсис
«Очаровательная миссис Фрэнсис» (англ. The Fascinating Mrs. Francis) — американский короткометражный драматический фильм Дэвида Уорка Гриффита.

## Сюжет
Молодой человек оказывается на вечеринке, на которой влюбляется в поющую миссис Фрэнсис. Его отец убеждает её не обращать внимания на своего сына. В отчаянии молодой человек хочет покончить с собой и вдруг встречает женщину своего возраста...

## В ролях
| Актёр             | Роль                   |
| ----------------- | ---------------------- |
| Мэрион Леонард    | миссис Фрэнсис         |
| Херберт Йост      | молодой человек        |
| Анита Хендри      | мать молодого человека |
| Гарри Солтер      | отец молодого человека |
| Гертруда Робинсон | служанка               |
| Линда Арвидсон    |                        |
| Джон Р. Кампсон   |                        |
| Джордж Гебхардт   |                        |
| Гай Хедлунд       |                        |
| Чарльз Инсли      |                        |